# جانگ جین یونگ
جانگ جین یونگ (کره‌ای: 장진영؛ ۱۴ ژوئن ۱۹۷۲ – ۱ سپتامبر ۲۰۰۹) بازیگر اهل کره جنوبی بود.
جانگ حرفهٔ بازیگری در تلویزیون را در درام فرشته در قلبم (۱۹۹۷) آغاز کرد. او نخستین فیلم خود را به نام شبح در عشق (۱۹۹۹) بازی کرد. او در فیلم‌هایی با ژانر عاشقانه همچون آن سوی رنگین‌کمان (۲۰۰۲)، عطر عشق (۲۰۰۳)، مجردها (۲۰۰۳) و میان عشق و دوستی (۲۰۰۶) حضور پیدا کرده‌است.
او در ۱ سپتامبر ۲۰۰۹ پس از مبارزه‌ای طولانی با سرطان معده درگذشت.

## اوایل زندگی
جانگ جین یونگ زادهٔ ۱۴ ژوئن ۱۹۷۲ در جونجو، استان جئولا شمالی، کره جنوبی است. او در دبیرستان دخترانه جونگ‌آنگ جونجو تحصیل کرده‌است.